# Carpornis
Carpornis – rodzaj ptaków z podrodziny bławatników (Cotinginae) w rodzinie bławatnikowatych (Cotingidae).

## Zasięg występowania
Rodzaj obejmuje gatunki występujące w Brazylii.

## Morfologia
Długość ciała 20,5–23 cm; masa ciała 62,7–84,4 g.

## Systematyka

### Etymologia
- Carpornis: gr. καρπος karpos „owoc”; ορνις ornis, ορνιθος ornithos „ptak”[6].
- Ampelion (Ampelio): łac. ampelion, ampelionis „nieznany, różnie identyfikowany ptak”, od gr. αμπελιων ampeliōn, αμπελιωνος ampeliōnos „nieznany, mały ptak” wspomniany przez Dionizjosa[7]. Gatunek typowy: Procnias cucullata Swainson, 1821.

### Podział systematyczny
Do rodzaju należą następujące gatunki:
- Carpornis cucullata (Swainson, 1821) – jagodowiec żółtobrzuchy
- Carpornis melanocephala (zu Wied-Neuwied, 1820) – jagodowiec jarzębaty